# Mint姉弟
Mint姉弟（ミントきょうだい）は、かつて存在した日本のお笑いコンビ。「姉弟」だが、読みは「してい」ではなく「きょうだい」である。

## メンバー
- 姉：すぎはら美里（1975年8月11日 - ）ツッコミ担当。
- 弟：しんご（1979年3月15日 - ） ボケ担当。

## 来歴
2007年、『エンタの神様』の打ち合わせの現場で、番組プロデューサーの五味一男により出会い、「姉弟」という設定でコンビを結成。同番組に6回出演。2009年にコンビ解散。
解散後は、しんごは「楽しんご」の芸名でピン芸人としてブレイク。すぎはらは個人でタレント業を継続している。
コンビ解散後、2010年12月28日放送の『好きになった人』（日本テレビ系）で共演、しんごがすぎはらへ告白したが、失敗に終わった。
2013年1月5日、すぎはらが自身の公式ブログにて、すぎはらの友人にしんごが拉致暴行し全治2週間の怪我を負わせた為、しんごと絶縁状態だと明かした。この記事を受けて、しんごの当時の所属事務所であるよしもとクリエイティブ・エージェンシーは「まったくの事実無根」と否定している。また該当記事が「内容が独り歩きして悪影響を及ぶ可能性がある」として現在は削除されてしまっているため、真偽のほどは不明のままとなっている。
2020年6月4日、しんごが自身のTwitterで「伝説のコンビMINT兄弟の元相方
りーねーとも仲直りしましたー！」と2ショット写真付きでツイートし、絶縁状態だった両者の関係が回復した事を明かした。
2021年11月23日、しんごのYouTubeチャンネル「楽しんごのLOVEちゅうぶ」内の動画で、すぎはらがゲスト出演。久々のメディア共演となった。

## 芸風・エピソード
立ち位置は向かって左がしんご、右がすぎはらである。お揃いの「Mint」のロゴの入った白い半袖Tシャツとジーンズという衣装で出演。
「男気溢れる姉が弱々しい弟を強くする」という設定でネタを披露していた。
姉（すぎはら）がドスの効いた声で「男っぽいセリフ」を実演し、同じように言ってみるよう指示するも、弟（しんご）は指示とは違う男らしくないセリフを言ってしまったあと、「あ～、もしかして僕～、やっちんちん」という決めセリフで締める。

## 出演
- エンタの神様（日本テレビ系）- 2007年4月28日から2007年11月10日まで6回出演。キャッチコピーは「倒錯のフレーバー」。